# Bridgeport (Washington)
Pour les articles homonymes, voir Bridgeport.
Bridgeport est une ville du comté de Douglas dans l'État de Washington, aux États-Unis.

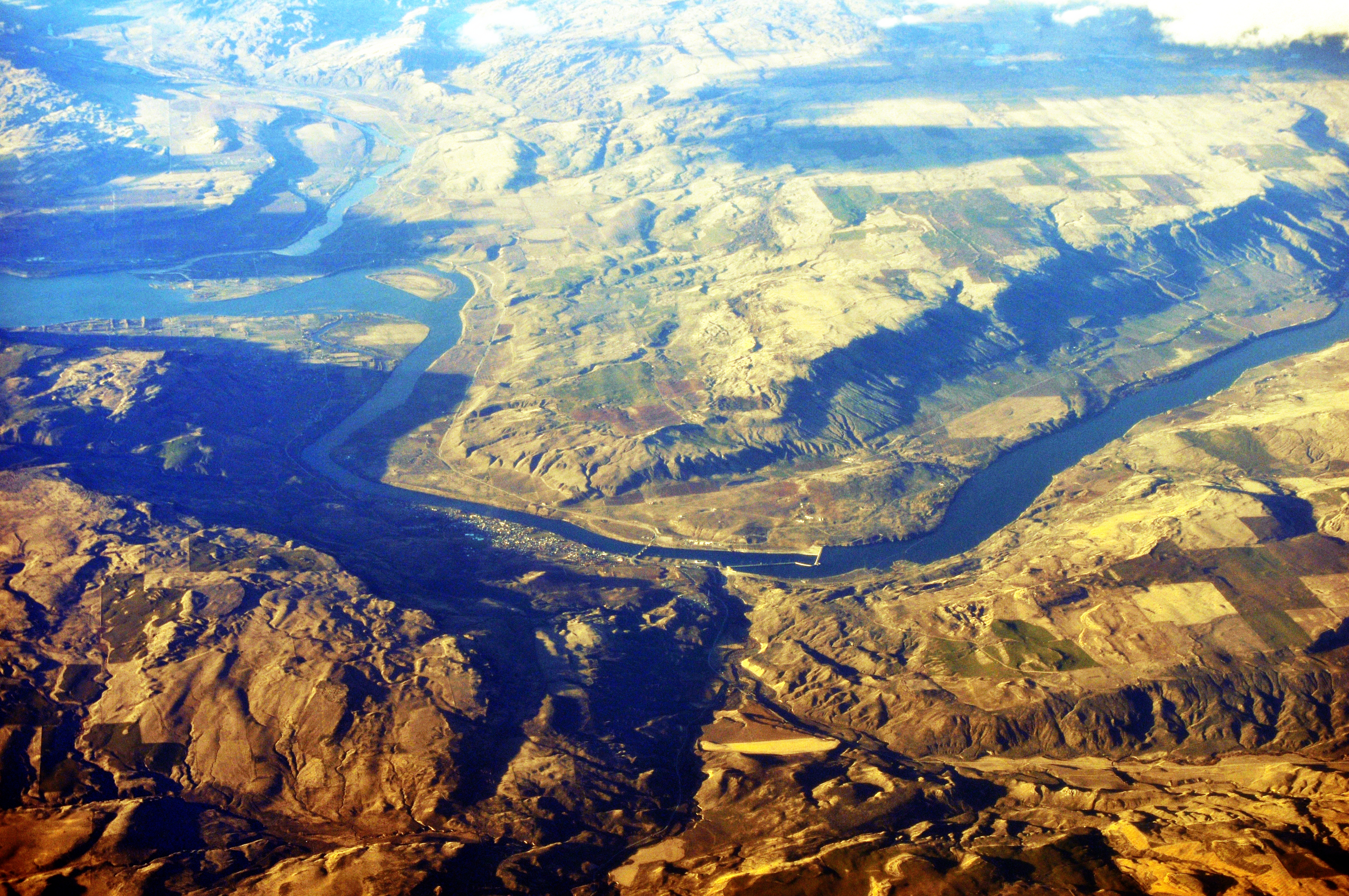
Vue aérienne de Bridgeport et des environs